# 约琳·贝尔
约琳·贝尔（德語：Jolyn Beer，1994年5月26日—），德国女子射击运动员，2023年欧洲运动会女子50米步枪三姿团体铜牌得主、2023年世界射击锦标赛女子50米步枪卧射铜牌得主。